# Sharon Farmer (historienne)
 (avril 2025).
Motif : absence de sources secondaires centrées sur cette historienne. On ne source pas une historienne par ses propres ouvrages ou les universités par lesquelles elle est passée. En l'état HC WP:NSU
- Archive Wikiwix
- Bing
- Cairn
- DuckDuckGo
- E. Universalis
- Gallica
- Google
- G. Books
- G. News
- G. Scholar
- Persée
- Qwant
- (zh) Baidu
- (ru) Yandex
- (wd) trouver des œuvres sur Wikidata

| 1. | Préciser le motif de la pose du bandeau. | Précisez le motif de la pose du bandeau en utilisant la syntaxe suivante : {{admissibilité à vérifier\|date=mai 2025\|motif=remplacez ce texte par le motif}}                                    |
| 2. | Informer les utilisateurs concernés.     | Pensez à avertir le créateur de l'article, par exemple, en insérant le code ci-dessous sur sa page de discussion : {{subst:avertissement admissibilité à vérifier\|Sharon Farmer (historienne)}} |

Sharon Farmer est une historienne américaine.

## Biographie
Sharon Farmer est professeur d'histoire à l'Université de Californie, Santa Barbara.

## Sujets de recherches
Sharon Farmer s'intéresse à plusieurs aspects de l'histoire médiévale : les femmes et les questions de genre, les villes, la pauvreté, les relations entre l'Europe occidentale, et l'Orient, entre le Nord de la France et le monde méditerranéen,,.

### Travaux
- Surviving Poverty in Medieval Paris: Gender, Ideology, and the Daily Lives of the Poor (Cornell University Press, 2001)
- Communities of Saint Martin: Legend and Ritual in Medieval Tours (Cornell University Press, 1991)[4]
- Une monographie sur les origines de l’industrie de la soie dans le Paris du XIIIe siècle (2013-2014)
- The Silk Industries of Medieval Paris: Artisanal Migration, Technological  Innovation, and Gendered Experience (University of Pennsylvania Press, 2016[5]
- Intersections of Luxury and Violence in the Thirteenth and Fourteenth Centuries
- “The Life and Times of Jehanne la Fouaciere, Parisian Linen Merchant”
- Gender and the Making of the Vegetable Gardens of Medieval Suburban Paris
- Sharon Farmer et Barbara H. Rosenwein (éds), Monks and Nuns, Saints and Outcast Religion in Medieval Society : Essays in Honor of Lester K. Little, Ithaca-Londres, Cornell University Press[6]